# Аррапха

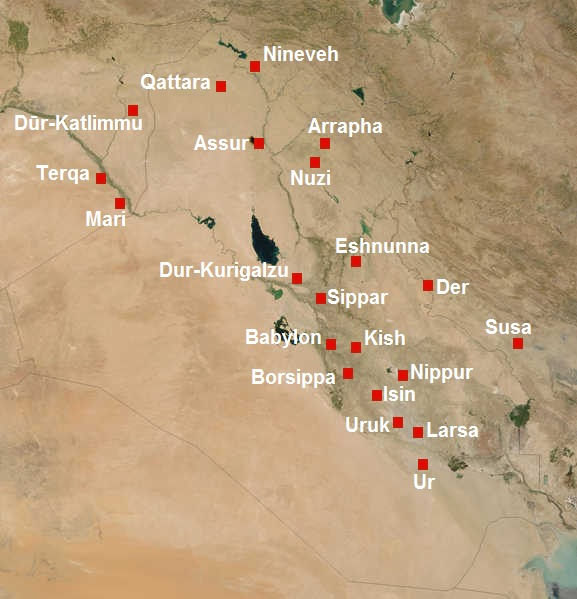
Межиріччя у 2 тисячолітті до н. е.

35°27′00″ пн. ш. 44°23′00″ сх. д. / 35.45° пн. ш. 44.38333333° сх. д.
Аррапха (Аррапхе) — стародавнє хуритське царство, що розташовувалось на схід від Ассирії й річки Тигр. Столиця царства — однойменне місто — розташовувалось поблизу сучасного Кіркука, що в Іраку.

## Історія
Відомості про Аррапху збереглись завдяки документації, що ретельно велась писарями, які втекли з Вавилонії. Царські та приватні архіви були виявлені в місті Нузі. Населення Аррапхи, що займалось сільським господарством, було об'єднано у великородинні громади, частина яких спеціалізувалась на певних видах ремесел. Царі в Аррапсі мали обмежену владу, що зводилась, в основному, до функцій воєначальника. Наприкінці XIV століття до н. е. після розгрому Мітанні (свого єдиного союзника в регіоні) Ассирією, Аррапха, втративши самостійність, опинилась під владою ассирійських царів. 615 року до н. е. Аррапху захопив мідійський цар Хувахштра.

## Царі Аррапхи
- Кіпі-Тешуб — від середини XIV століття до н. е.
- Ітхі-Тешуб
- Хішмі-Тешуб
- Муш-Тешуб

У 1300-1235 до н. е. царство перебувало під владою Вавилона. У 1235-615 до н. е. — під владою Ассирії.
Ассирійські намісники:
- Бел-Ілія — бл. 768 до н. е.
- Іштар-Дуні
- Ашшур-Шаллімані
- Набу-бел-уцур